# Partia Trwałej Budowy Narodu
Partia Trwałej Budowy Narodu (tong. Paati Langafonua Tuʻuloa, ang. Sustainable Nation-Building Party) – tongijska partia polityczna założona 4 sierpnia 2007 w Auckland w Nowej Zelandii. Nie określała się ona ani jako lewicowa, ani prawicowa. Jej przewodniczącym został prawnik Sione Fonua.
W wyborach w 2008 roku uzyskała 3,58% głosów, nie zdobywając ani jednego mandatu w Zgromadzeniu Ustawodawczym. Także w wyborach w 2010 nie zdobyła mandatu.